# Jan-Åke Åkesson
Bert Jan-Åke Åkesson, född den 14 augusti 1943, är en svensk journalist och TV-chef.
Åkesson har en bakgrund på TV1:s Aktuellt där han var biträdande redaktionschef 1984-1985.
År 1985 blev han distriktschef för SVT Falun. År 1992 blev han istället distriktschef för SVT Växjö. Från december 1994 arbetade han med SVT:s ledning för att ta fram en ny organisation. Året därpå utsågs han till regionchef för SVT Väst (Göteborg). Han lämnade uppdraget som Göteborgschef 1999.
Han hade därefter i huvudsak rådgivande uppdrag för SVT:s ledning, exempelvis en ny organisation skulle tas fram för år 2005. Han har också trätt in som tillfällig ledare för enheter inom SVT, nämligen SVT Fiktion i Stockholm 2003-2004 och SVT Malmö under första halvan av 2008. Han pensionerades från SVT i juni 2008.